# Semiklassische Näherung
Eine semiklassische Näherung (wörtl. halbklassische Näherung) in der Quantenphysik steht für eine Näherung an ein System, in der die niedrigste quantenmechanische Korrektur der klassischen Behandlung des Systems betrachtet wird; es ist also gemeint, dass diese Näherung bzw. Korrektur noch relativ nahe an der klassischen Behandlung des Systems liegt, verglichen mit anderen möglichen Korrekturen, die weiter von der klassischen Behandlung entfernt liegen.
Der Begriff wird dabei auf zwei unterschiedliche Arten verwendet:
- man betrachtet nur einen Teil des Systems quantenmechanisch, während externe Felder als konstant oder als sich klassisch ändernd beschrieben werden. Das äußere Feld kann z. B. ein elektromagnetisches Feld sein oder das Gravitationsfeld, beispielsweise die Quantenfeldtheorie von Teilchen in der gemäß der klassischen Einstein’schen Allgemeinen Relativitätstheorie gekrümmten, aber klassischen Raumzeit.
- man beschreibt das System durch eine Störungsreihe, in der Regel mit einer Entwicklung nach Potenzen der Planckschen Konstante {\displaystyle \hbar }. Dabei ergibt sich die klassische Physik in der Potenz {\displaystyle 0}; die erste nichttriviale Näherung in der Potenz {\displaystyle 1} wird als semiklassische Näherung bezeichnet, ein Beispiel hierfür ist die WKB-Näherung der Quantenmechanik. In der Quantenfeldtheorie werden in der semiklassischen Näherung nur Feynman-Diagramme mit maximal einer geschlossenen Schleife berücksichtigt (dies entspricht gerade den oben angegebenen Potenzen der Planck'schen Konstante).

Wie der Name schon sagt tritt die quasiklassische oder semiklassische Näherung beim Übergang von der Beschreibung durch die klassische Physik zur Quantenmechanik auf. Beispiele sind hochangeregte Zustände im Atom (hohe Quantenzahlen, Rydberg-Zustand) und Streuprozesse mit hohen Energien, zum Beispiel Coulomb-Anregung bei Streuung von Protonen hoher kinetischer Energie an Atomkernen. Die klassische Beschreibung ist bei letzterem über die abstoßende Coulombwechselwirkung am Gesamtkern. Die Projektile kommen aber dem Kern so nahe, dass sie auch die Wirkung der einzelnen Nukleonen über die Coulombwechselwirkung zu spüren bekommen und diese inelastisch anregen können, sie nähern sich aber nicht so nahe dem Kern, dass sie die Kernkraft selbst spüren. Die Abweichungen der Coulombwechselwirkung mit den einzelnen Nukleonen von der eines punktförmigen Kerns wird dann in der semiklassischen Näherung behandelt.

## Semiklassische Näherung in Störungsrechnung nachℏ
Der Übergang von der Quantenmechanik zur klassischen Mechanik sollte im Grenzwert {\displaystyle \hbar \rightarrow 0} erfolgen. In der Pfadintegral-Formulierung, in der über alle Pfade zwischen zwei Raum-Zeit-Punkten jeweils mit der Wahrscheinlichkeitsamplitude {\displaystyle \exp {\left(i{\frac {S}{\hbar }}\right)}} (mit der Wirkung {\displaystyle S=\int L\,dt}, Lagrangefunktion {\displaystyle L}) summiert wird, führt das zu stark singulärem Verhalten bei {\displaystyle \hbar \rightarrow 0}. Der Hauptbeitrag stammt aber von Pfaden in der Nähe der klassischen Lösung, für die die Variation {\displaystyle \delta S} der Wirkung bei Variation {\displaystyle \delta q} des Pfades im Ortsraum, angedeutet durch die Ortsvariable {\displaystyle q}, minimal ist (Lösungen der Lagrangegleichungen).
Im Hamilton-Jacobi-Formalismus erfüllt das klassische {\displaystyle S} die Hamilton-Jacobi-Gleichung für ein nichtrelativistisches Einteilchenproblem mit Potential {\displaystyle V} und Masse {\displaystyle m}:
{\displaystyle {\frac {\partial S}{\partial t}}+{\frac {1}{2m}}{\left({\frac {\partial S}{\partial q}}\right)}^{2}+V(q)=0}
Wenn man in der Schrödingergleichung folgenden Ansatz macht:
{\displaystyle \Psi =\exp {\left(i{\frac {S(q,t)}{\hbar }}\right)}=\cos {\frac {S(q,t)}{\hbar }}+i\cdot \sin {\frac {S(q,t)}{\hbar }}}
mit
- Wellenfunktion {\displaystyle \Psi }
- orts- und zeitabhängiger komplexer Phase {\displaystyle S(q,t)}, deren Realteil der Frequenz und deren Imaginärteil einer Dämpfung entspricht
- imaginärer Einheit {\displaystyle i},

erhält man in der Quantenmechanik (siehe WKB-Methode) die Gleichung:
{\displaystyle {\frac {\partial S}{\partial t}}+{\frac {1}{2m}}{\left({\frac {\partial S}{\partial q}}\right)}^{2}+V(q)=-{\frac {\hbar }{i}}\cdot {\frac {1}{2m}}{\frac {\partial ^{2}S}{\partial ^{2}q}}}
Man hat also auf der linken Seite die klassische Hamilton-Jacobi-Gleichung und rechts einen quantenmechanischen Diffusions-Term, der mit {\displaystyle \hbar \rightarrow 0} verschwindet und außerdem komplex ist.
Entwickelt man {\displaystyle S} nach {\displaystyle {\frac {\hbar }{i}}}:
{\displaystyle S=S_{0}+\left({\frac {\hbar }{i}}\right)S_{1}+{\left({\frac {\hbar }{i}}\right)}^{2}S_{2}+\dots }
mit der klassischen Wirkung {\displaystyle S_{0}}, so ist {\displaystyle \Psi =\exp {\left(i{\frac {S_{0}}{\hbar }}\right)}} eine gute Näherung falls:
{\displaystyle {\left|{\frac {\partial S}{\partial q}}\right|}^{2}\gg \hbar \left|{\frac {\partial ^{2}S}{\partial ^{2}q}}\right|}
ist oder mit der lokalen (ortsabhängigen) De-Broglie-Wellenlänge {\displaystyle \lambda (q)}, definiert über {\displaystyle p(q)={\frac {\hbar }{\lambda (q)}}={\frac {\partial S}{\partial q}}}:
{\displaystyle \left|{\frac {\partial \lambda }{\partial q}}\right|\ll 1}
Neues Interesse ergab sich für den halbklassische Näherung der Quantenmechanik in der Theorie des Quantenchaos ab den 1970er Jahren (Michael Berry, Martin Gutzwiller u. a.). Bei klassisch chaotischen Systemen ist das chaotische Verhalten in der quantenmechanischen Version eigentlich unterdrückt, wenn man isolierte Systeme betrachtet (die Energieniveaus sind diskret). Der hoch singuläre Übergang {\displaystyle \hbar \rightarrow 0} führt jedoch bei nicht isolierten Systemen, auch wenn sie nur schwach mit der Umgebung wechselwirken (Dekohärenz), zu Quantenchaos, der sich z. B. in der Statistik der Energieniveaus für hochangeregte Zustände niederschlägt.